# Mont Blanc de Courmayeur
Mont Blanc de Courmayeur (4748 m n. m.) je hora v Montblanském masivu v Grajských Alpách. Jejím vrcholem prochází státní hranice mezi Francií a Itálií. Jedná se o druhou nejvyšší horu Alp. Leží asi 0,5 km jihovýchodně od Mont Blancu. Na horu je možné vystoupit od chaty Refuge du Goûter (3817 m n. m.) na francouzské straně, nebo od Bivacco Giuseppe Lampugnani (3850 m n. m.) či Rifugio Monzino (2590 m n. m.) na straně italské.
Jako první stanuli na vrcholu dne 20. srpna 1822 F. Clissold, J. M. Couttet a druhové.